# Expedición de Balanguingui
La expedición de Balanguingui de 1848 fue una campaña anfibia organizada por el gobernador general Narciso Clavería y Zaldúa para arrebatar a los piratas moros la isla de Balanguingui, en el archipiélago de Joló, que estaban utilizando como base para sus actividades de rapiña.
La expedición, compuesta por 19 buques de guerra de varios tamaños a las órdenes de José Ruiz de Apodaca, zarpó de Manila para ser acompañada de fuerzas adicionales en Dapitan y Zamboanga, y llegó a Balanguingui el 12 de febrero. La isla estaba defendida por cuatro fortalezas, y la primera fue tomada tras un desembarco en sus cercanías, un bombardeo naval y un asalto. El segundo y más grande fuerte, así como una fortificación menor contigua, sólo pudieron ser ocupadas por los españoles tres días más tarde en un cruento asalto, mientras que el 21 de febrero fue fácilmente reducido el fuerte restante. La campaña terminó poco después, y fue un duro golpe para los piratas, ya que además de capturar cuatro fuertes y algunos pueblos, los españoles destruyeron más de 150 embarcaciones y liberaron a cerca de 550 cautivos retenidos por los bandidos del mar.

## Antecedentes
A mediados del siglo XIX, el sur de Mindanao y el sur de las Filipinas en general eran refugio habitual de piratas musulmanes, que devastaban las costas del archipiélago en busca de botín y prisioneros que vender en el mercado de Joló. La administración colonial española se propuso la eliminación de estos piratas, y para lograrlo se lanzaron varias expediciones contra sus bases a partir de 1843. Una de las principales ofensivas fue dispuesta en Manila por el gobernador general Clavería a principios de 1848, con la participación de una flota de 19 barcos de guerra al mando del brigadier José Ruiz de Apodaca, que incluían 2 vapores, 2 pataches y 3 bergantines, además de algunos bajeles más pequeños, como cañoneros y falucas. El 27 de enero fueron embarcadas tres compañías de infantería regular dirigidas por el teniente coronel Andrés Arrieta, a las que se sumaron más tarde un piquete de alabarderos, otro de Seguridad Pública, un destacamento de artillería y otro de obreros e ingenieros. El buque insignia de la escuadra era el vapor Reina de Castilla, al que se unieron varios transportes en Dapitan para, el 17 de febrero, partir hacia el foco pirático de Balanguingui. En el camino se incorporaron también diversas embarcaciones locales llamadas vintas y 150 auxiliares de Zamboanga.
Balanguingui es una pequeña isla con una superficie de 6 millas cuadradas, cubierta de manglares y selva. En los tiempos de la expedición, el terreno era tan plano y pantanoso que, cuando subía la marea, sólo algunos bancos de arena se mantenían secos. En estos bancos se encontraban los cuatro fuertes, rodeados de algunas casas construidas sobre pilotes. Un canal poco profundo partía la isla en dos, extendiéndose en varias ramificaciones que penetraban en el suelo, haciendo de Balanguingui una laberíntica ciénaga. Los fortines eran conocidos por los nombres de Sipac, Balanguingui, Sungap y Bucotingol, y de estos los dos primeros eran los más imponentes, ubicados en la embocadura del estero mayor. Su paredes estaban construidas por troncos de árboles de 2 a 3 pies de diámetro y de 18 a 20 de altura, reforzados por empalizadas de contención de piedra.

## La expedición

### Asalto del fuerte Balanguingui
En la madrugada del 16 de febrero, aprovechando que la marea baja había dejado el fuerte unido a tierra firme, fueron desembarcadas las compañías de infantería regular de Asia, La Reina, 2.º Ligero y Fernando VII, más los 150 veteranos auxiliares de Zamboanga. Las tres primeras compañías fueron destinadas a la toma del fuerte, mientras que la última y los auxiliares, a las órdenes de Andrés Arrieta, permanecieron como fuerza de reserva. Dos vapores y dos pailebotes, con el apoyo de algunas embarcaciones menores, comenzaron a la vez a bombardear la fortificación, y cuando se estimó que este ataque había hecho caer la moral de los piratas, se dispuso el asalto.
Se hizo necesario recurrir a garfios para trepar a los muros del fuerte, pero a pesar de este inconveniente y la obstinada resistencia de los moros, que se defendieron con fusiles, granadas, lanzas y piedras, los españoles consiguieron llegar a sus posiciones y hacerse con ellas. Unos 25 piratas fueron asesinados durante el combate en el interior del fuerte, mientras que otros 30 o 40 se zambulleron en el agua y se ahogaron o murieron a causa de los disparos desde las falucas y los botes armados hispanos. Las pérdidas de las autoridades coloniales ascendieron a 5 soldados regulares y 2 auxiliares muertos, y a unos 50 heridos, entre ellos los coroneles José María Peñaranda y Cayetano Figueroa.

### Toma del fuerte Sipac
Una vez superado el primer propósito de la operación, los españoles decidieron entonces adentrarse en la isla a través del canal junto a los botes, pero no había suficiente profundidad y tuvieron que quedar atrás. Clavería dio la orden de apoderarse del fuerte llamado Sipac. Durante la fase de reconocimiento descubrió que las fuerzas navales no podían aproximarse para rodear la fortificación, de modo que mandó desplegar sus dos piezas de artillería de montaña del calibre 12 en el istmo. Al amanecer del día 19 las naves tomaron posiciones, y a las 7:00 AM abrieron fuego, al mismo tiempo que las baterías en tierra. Una hora más tarde, las columnas de ataque, que contaba con 50 escalas e incluían una brigada de marinos, se lanzó al asalto al grito de «Viva la Reina». Se toparon con una densa descarga de fusilería por parte de los defensores piratas, pero lograron salvar los obstáculos de madera y adentrarse en el fuerte. Los piratas, en su desesperación, dieron muerte a sus familias o se abalanzaron contra las bayonetas españolas. Muchos civiles murieron durante la batalla, y alrededor de 150 fueron capturados por los vencedores, que los enviaron a un hospital de campaña.
Cerca de la principal fortaleza, al otro lado de una espesa arboleda de cocoteros, había un pequeño fuerte que infligió algunas bajas a los invasores durante el choque anterior. Clavería confió su toma al capitán Gregorio Bárcenas y su compañía de carabineros del 2.º Ligero. Sólo un moro fue herido en la contienda, en comparación a la ausencia de bajas de los españoles, que además se hicieron con las 93 piezas artilleras de ambos fuertes, la mayoría cañones de bronce. Otros 13 fueron hallados en las casas cercanas. Las pérdidas en las filas de la Capitanía habían sido considerables: 16 muertos, 124 heridos y 22 contusos. Murió el capitán José María Ataide del 1.er Regimiento Ligero, y salieron heridos los dos ayudantes de campo de Clavería, al igual que otros oficiales. 340 cadáveres de piratas moros fueron apilados e incinerados, para evitar el contagio de enfermedades.

### Final de la campaña

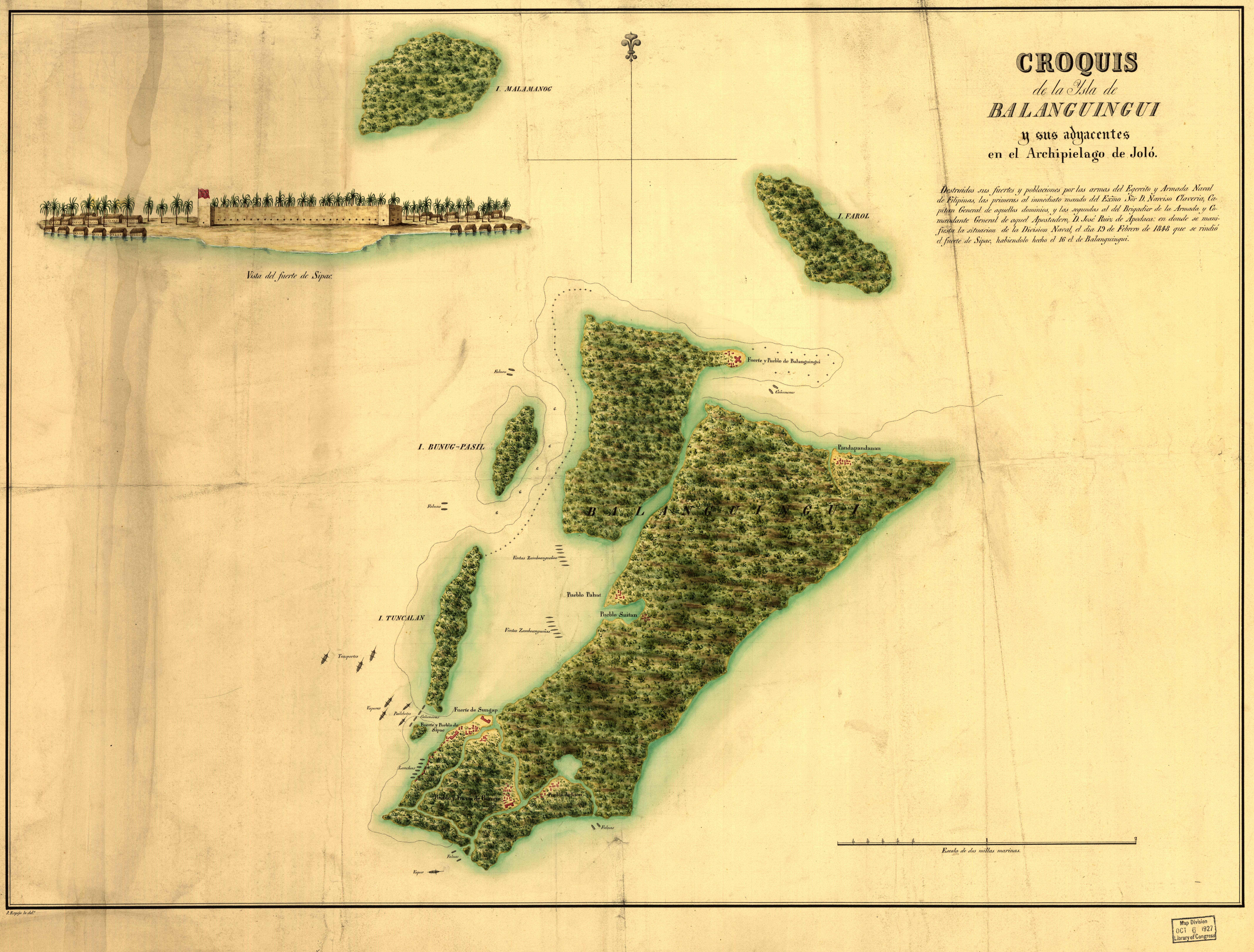
Croquis de la isla de Balanguingui y sus adyacentes

Quedaba un último fuerte en manos de los piratas de la isla, sobre el cual los españoles recibieron información de prisioneros fugitivos acerca de que sus ocupantes estaban haciendo preparativos para su defensa. Estos fugitivos mostraron también a Clavería y sus hombres un punto desde el cual podían acercarse a la fortificación sin ser vistos. El 21 de febrero, Clavería destacó una compañía del 1.er Regimiento Ligero a las órdenes del coronel Peñaranda y algunos auxiliares zamboangueños desembarcasen en el lugar señalado con el objetivo de reconocer la zona y, si fuera posible, tomar el fuerte. Peñaranda y su compañía, una vez en tierra, avanzaron con el agua hasta la cintura y lograron sorprender a la guarnición.
Los piratas, faltos de experiencia militar, fueron tomados por sorpresa y huyeron, abandonando el fuerte y 3 piezas artilleras; otro cañón fue incautado en una casa cercana. Después de esto, dos botes armados españoles y algunas vintas de Zamboanga entraron en la isla a través de sus canales y prendieron fuego a numerosos pancos y otras embarcaciones utilizadas por los piratas, en un número de 150. Mientras tanto, la infantería taló entre 7000 y 8000 cocoteros, incendió las siete aldeas de la isla y desmanteló e incendió los fuertes. A pesar de que se desplegaron los barcos menores de la expedición durante las noches para evitar la huida de los piratas restantes, algunos de ellos lograron escapar a Joló o las islas cercanas. Sin embargo, la mayoría de los que habían buscado refugio en los manglares terminó muriendo de hambre o sed.

## Consecuencias
El 25 de febrero, las tropas españolas fueron reembarcadas junto a los heridos, los prisioneros y los cautivos liberados, y la flota zarpó hacia Zamboanga. Después de una breve parada en las islas de Tonquil y Pilas para informar a los nativos de allí del castigo infligido a Balanguingui, los vapores llegaron a Zamboanga el 28 de febrero de 1848, seguidos un día después por los barcos restantes. El triunfo de la expedición fue celebrado simultáneamente en Zamboanga y en Manila, donde ya había llegado la noticia de la victoria española. Clavería fue galardonado con la Cruz Laureada de San Fernando y fue nombrado conde de Manila y vizconde de Clavería por la reina Isabel II.
Además de la captura de la artillería y los barcos piratas, fueron liberados unos 250 cautivos. Las bajas de la expedición española se contaron entre los 229 y los 237 hombres, de los cuales 22 murieron, pero el éxito contribuyó en gran medida a la reducción de las actividades de los piratas moros contra las posesiones coloniales hispánicas en la región. Dado que la piratería también había afectado a las Indias Orientales Neerlandesas, el gobernador general Jan Jacob Rochussen felicitó a Clavería el 25 de julio de 1849. Gracias también al éxito de la campaña, el comercio fue reactivado temporalmente, y los piratas del archipiélago de Joló estaban aterrorizados después de conocer que Clavería había estado «arrasando la isla de Balanguingui y pasando a cuchillo a sus defensores». Se rumoreó a principios de 1849 que la isla había sido ocupada de nuevo por los piratas, pero cuando una flota fue enviada a la isla no encontró ninguna fuerza significativa.